# Athlétisme à l'Universiade d'été de 2025
Navigation
Chengdu 2021 Édition suivante
Les épreuves d’athlétisme de l’Universiade d'été de 2025 se déroulent du 21 au 27 juillet 2025 au Lohrheidestadion de Bochum, en Allemagne.

## Résultats

### Hommes
| Épreuves               | Or                                                                                      | Argent                                                                               | Bronze                                                                             |
| ---------------------- | --------------------------------------------------------------------------------------- | ------------------------------------------------------------------------------------ | ---------------------------------------------------------------------------------- |
| 100 m (-0,7 m/s)       | Bayanda Walaza 10 s 16                                                                  | Puripol Boonson 10 s 22                                                              | Hiroki Yanagita 10 s 23                                                            |
| 200 m (-0,3 m/s)       | Bayanda Walaza 20 s 63                                                                  | Adrià Alfonso 20 s 70                                                                | Lee Jaeseong 20 s 75                                                               |
| 400 m                  | Lythe Pillay 44 s 84 (SB)                                                               | Patrik Simon Enyingi 45 s 41                                                         | Edoardo Scotti 45 s 61                                                             |
| 800 m                  | David Barroso 1 min 47 s 64                                                             | Maciej Wyderka 1 min 48 s 01                                                         | Mehmet Çelik 1 min 48 s 07                                                         |
| 1 500 m                | Filip Ostrowski 3 min 46 s 10                                                           | Titouan Le Grix 3 min 46 s 32                                                        | Samuel Charig 3 min 46 s 62                                                        |
| 5 000 m                | Arthur Gervais 15 min 2 s 00                                                            | David Mullarkey 15 min 2 s 39                                                        | Collins Kiprotich 15 min 2 s 47                                                    |
| 10 000 m               | Brian Musau 28 min 42 s 39 (SB)                                                         | David Mullarkey 28 min 43 s 44                                                       | Mario Priego 28 min 45 s 02 (SB)                                                   |
| Semi-marathon          | Shinsaku Kudo 1 h 2 min 29 s (CR)                                                       | Ramazan Baştuğ 1 h 2 min 35 s (PB)                                                   | Ryuto Uehara 1 h 2 min 39 s                                                        |
| 110 m haies (-0,3 m/s) | Tatsuki Abe 13 s 47                                                                     | Ángel Díaz 13 s 59                                                                   | Mondray Barnard 13 s 59                                                            |
| 400 mètres haies       | Berke Akçam 49 s 19                                                                     | Ryan Matulonis 49 s 38                                                               | Patrik Dömötör 49 s 45                                                             |
| 3 000 m steeple        | Ruben Querinjean 8 min 18 s 46 (CR)                                                     | Alejandro Quijada 8 min 20 s 70 (PB)                                                 | István Palkovits 8 min 35 s 05                                                     |
| 20 km marche           | Andrea Cosi 1 h 19 min 48 s (CR)                                                        | Atsuki Tsuchiya 1 h 20 min 8 s                                                       | Mykola Rushchak 1 h 20 min 10 s                                                    |
| 4 × 100 m              | Corée du Sud Lee Jaeseong Kim Jeongyun Nwamadi Joeljin Seo Minjun 38 s 50               | Afrique du Sud Kyle Zinn Retshidisitswe Mlenga Mthi Mthimkulu Bayanda Walaza 38 s 80 | Inde Lalu Bhoi Animesh Kujur Manikanta Hoblidhar Dondapati Mrutyam Jayaram 38 s 89 |
| 4 × 400 m              | Pologne Daniel Sołtysiak Marcin Karolewski Wiktor Wróbel Maksymilian Szwed 3 min 3 s 64 | États-Unis Joey Gant Xavier Donaldson Ryan Matulonis Jake Palermo 3 min 4 s 34       | Turquie Kubilay Ençü İsmail Nezir Berke Akçam İlyas Çanakçı 3 min 4 s 40           |
| Saut en hauteur        | Yonathan Kapitolnik 2,27 m                                                              | Fu Chao-hsuan 2,25 m                                                                 | Roman Anastasios 2,20 m (SB)                                                       |
| Saut à la perche       | Simen Guttormsen 5,75 m (PB)                                                            | Valters Kreišs 5,65 m                                                                | Márton Böndör 5,55 m                                                               |
| Saut en longueur       | Shu Heng 8,09 m                                                                         | Koki Fujihara 8,00 m                                                                 | Luka Herden 7,96 m                                                                 |
| Triple saut            | Connor Murphy 16,77 m (SB)                                                              | Praveen Chithravel 16,66 m                                                           | João Pedro Silva 16,35 m (PB)                                                      |
| Lancer du poids        | Aiden Smith 20,25 m                                                                     | Xing Jialiang 20,08 m                                                                | Riccardo Ferrara 19,91 m                                                           |
| Lancer du disque       | Mika Sosna 64,26 m                                                                      | Steven Richter 61,77 m                                                               | Mykhailo Brudin 60,71 m (SB)                                                       |
| Lancer du marteau      | Mykhaylo Kokhan 77,10 m                                                                 | Merlin Hummel 77,03 m                                                                | Giorgio Olivieri 73,78 m (SB)                                                      |
| Lancer du javelot      | Simon Wieland 79,33 m (SB)                                                              | Nick Thumm 78,47 m                                                                   | Topias Laine 75,96 m                                                               |
| Décathlon              | Benjamin Guse 7 918 pts (PB)                                                            | Aleksi Savolainen 7 619 pts (PB)                                                     | Nino Portmann 7 614 pts                                                            |

### Femmes
| Épreuves                    | Or                                                                                    | Argent                                                                                  | Bronze                                                                   |
| --------------------------- | ------------------------------------------------------------------------------------- | --------------------------------------------------------------------------------------- | ------------------------------------------------------------------------ |
| 100 m (-0,7 m/s)            | Georgia Harris 11 s 44                                                                | Magdalena Stefanowicz 11 s 49                                                           | Gabriella Marais 11 s 51                                                 |
| 200 m (+0,1 m/s)            | Vittoria Fontana 22 s 79 (PB)                                                         | Léonie Pointet 22 s 81 (SB)                                                             | Esperança Cladera 23 s 03                                                |
| 400 m                       | Barbora Malíková 51 s 52 (SB)                                                         | Veronika Drljačić 51 s 66 (PB)                                                          | Alessandra Bonora 52 s 41                                                |
| 800 m                       | Eloisa Coiro 1 min 59 s 84                                                            | Veronica Vancardo 2 min 0 s 08                                                          | Daniela García 2 min 0 s 12                                              |
| 1 500 m                     | Joceline Wind 4 min 19 s 96                                                           | Sarah Calvert 4 min 20 s 18                                                             | Kimberley May 4 min 20 s 39                                              |
| 5 000 m                     | Julia David-Smith 15 min 34 s 57 (PB)                                                 | Seema Seema 15 min 35 s 86 (SB)                                                         | Emily Jane Parker 15 min 36 s 12                                         |
| 10 000 m                    | Klara Lukan 31 min 25 s 84 (CR)                                                       | Sarah Wanjiru Njeri 31 min 41 s 80 (PB)                                                 | Alicia Berzosa 32 min 0 s 73 (PB)                                        |
| Semi-marathon               | Ma Xiuzhen 1 h 12 min 48 s (PB)                                                       | Makoto Tsuchiya 1 h 12 min 58 s                                                         | Mariya Noda 1 h 13 min 16 s                                              |
| 100 mètres haies (+0,1 m/s) | Saara Keskitalo 12 s 88                                                               | Anna Tóth 12 s 88                                                                       | Alicja Sielska 12 s 95                                                   |
| 400 mètres haies            | Alice Muraro 54 s 60 (PB)                                                             | Michelle Smith 55 s 65                                                                  | Sára Mátó 55 s 92                                                        |
| 3 000 m steeple             | Ilona Mononen 9 min 31 s 86                                                           | Ankita Ankita 9 min 31 s 99                                                             | Adia Budde 9 min 33 s 34                                                 |
| 20 km marche                | Elizabeth McMillen 1 h 28 min 18 s (=CR)                                              | Ning Jinlin 1 h 28 min 32 s (PB)                                                        | Ji Haiying 1 h 29 min 14 s                                               |
| 4 × 100 m                   | Georgia Harris Kristie Edwards Olivia Inkster Jessica Milat 43 s 46                   | Larissa Bertényi Léonie Pointet Iris Caligiuri Soraya Becerra 43 s 47                   | Louise Wieland Talea Prepens Svenja Pfetsch Jolina Ernst 43 s 60         |
| 4 × 400 m                   | Allemagne Vivienne Morgenstern Mona Mayer Sabrina Heil Yasmin Amaadacho 3 min 29 s 68 | Pologne Kinga Gacka Weronika Bartnowska Paulina Kubis Aleksandra Formella 3 min 30 s 21 | Canada Paige Willems Tyra Boug Georgia Oland Favour Okpali 3 min 34 s 16 |
| Saut en hauteur             | Una Stancev 1,91 m                                                                    | Asia Tavernini 1,89 m                                                                   | Elena Kulichenko 1,87 m                                                  |
| Saut à la perche            | Elien Vekemans 4,60 m                                                                 | Kitty Friele Faye 4,50 m                                                                | Rachel Grenke 4,35 m (PB)                                                |
| Saut en longueur            | Agate de Sousa 6,70 m                                                                 | Xiong Shiqi 6,68 m                                                                      | Natalia Linares 6,67 m (PB)                                              |
| Triple saut                 | Sharifa Davronova 14,33 m (PB)                                                        | Linda Suchá 13,89 m (PB)                                                                | Desleigh Owusu 13,86 m (PB)                                              |
| Lancer du poids             | Axelina Johansson 18,45 m                                                             | Abria Smith 17,38 m                                                                     | Colette Uys 17,34 m                                                      |
| Lancer du disque            | Özlem Becerek 61,15 m (SB)                                                            | Caisa-Marie Lindfors 58,80 m                                                            | Antonia Kinzel 58,43 m                                                   |
| Lancer du marteau           | Zhao Jie 72,80 m                                                                      | Nicola Tuthill 69,98 m                                                                  | Sara Killinen 67,80 m                                                    |
| Lancer du javelot           | Esra Türkmen 59,90 m (PB)                                                             | Evelyn Bliss 57,37 m                                                                    | Jana van Schalkwyk 56,73 m                                               |
| Heptathlon                  | Kate O'Connor 6 487 pts (PB)                                                          | Szabina Szucs 6 081 pts (PB)                                                            | Emelia Surch 6 068 pts (PB)                                              |

### Mixte
| Épreuves  | Or | Argent                                                                                       | Bronze                                                                                      |
| --------- | --- | -------------------------------------------------------------------------------------------- | ------------------------------------------------------------------------------------------- |
| 4 × 400 m | Pologne Daniel Sołtysiak Weronika Bartnowska Marcin Karolewski Aleksandra Formella 3 min 15 s 58 (SB) | Afrique du Sud Mthi Mthimkulu Precious Molepo Lythe Pillay Marlie Viljoen 3 min 16 s 42 (SB) | États-Unis Xavier Donaldson Zoey Goldstein Jake Palermo Charlee Crawford 3 min 17 s 91 (SB) |

## Tableau des médailles
| Rang  | Nation                      | Or | Argent | Bronze | Total |
| ----- | --------------------------- | -- | ------ | ------ | ----- |
| 1     | Japon                       | 5  | 3      | 3      | 11    |
| 2     | Australie                   | 5  | 2      | 3      | 10    |
| 3     | Chine                       | 4  | 4      | 3      | 11    |
| 4     | Afrique du Sud              | 4  | 2      | 4      | 10    |
| 5     | Italie                      | 4  | 1      | 4      | 9     |
| 6     | Pologne                     | 3  | 3      | 1      | 7     |
| 7     | Turquie                     | 3  | 2      | 3      | 8     |
| 8     | Espagne                     | 2  | 3      | 4      | 9     |
| 8     | Allemagne                   | 2  | 3      | 4      | 9     |
| 10    | Suisse                      | 2  | 3      | 1      | 6     |
| 11    | Finlande                    | 2  | 1      | 2      | 5     |
| 12    | France                      | 2  | 1      | 0      | 3     |
| 13    | Kenya                       | 1  | 1      | 1      | 3     |
| 14    | Tchéquie                    | 1  | 1      | 0      | 2     |
| 14    | Irlande                     | 1  | 1      | 0      | 2     |
| 14    | Norvège                     | 1  | 1      | 0      | 2     |
| 14    | Suède                       | 1  | 1      | 0      | 2     |
| 18    | Ukraine                     | 1  | 0      | 2      | 3     |
| 19    | Corée du Sud                | 1  | 0      | 1      | 2     |
| 20    | Belgique                    | 1  | 0      | 0      | 1     |
| 20    | Israël                      | 1  | 0      | 1      | 2     |
| 20    | Luxembourg                  | 1  | 0      | 0      | 1     |
| 20    | Portugal                    | 1  | 0      | 0      | 1     |
| 20    | Slovénie                    | 1  | 0      | 0      | 1     |
| 20    | Ouzbékistan                 | 1  | 0      | 0      | 1     |
| 26    | États-Unis                  | 0  | 4      | 1      | 5     |
| 27    | Hongrie                     | 0  | 3      | 3      | 6     |
| 28    | Grande-Bretagne             | 0  | 3      | 2      | 5     |
| 28    | Inde                        | 0  | 3      | 2      | 5     |
| 30    | Croatie                     | 0  | 1      | 0      | 1     |
| 30    | Îles Vierges des États-Unis | 0  | 1      | 0      | 1     |
| 30    | Lettonie                    | 0  | 1      | 0      | 1     |
| 30    | Thaïlande                   | 0  | 1      | 0      | 1     |
| 30    | Taipei chinois              | 0  | 1      | 0      | 1     |
| 35    | Canada                      | 0  | 0      | 2      | 2     |
| 36    | Brésil                      | 0  | 0      | 1      | 1     |
| 36    | Colombie                    | 0  | 0      | 1      | 1     |
| 36    | Chypre                      | 0  | 0      | 1      | 1     |
| 36    | Nouvelle-Zélande            | 0  | 0      | 1      | 1     |
| 36    | Slovaquie                   | 0  | 0      | 1      | 1     |
| Total | Total                       | 51 | 51     | 51     | 153   |